# 現実界・象徴界・想像界

現実界・象徴界・想像界 (RSI)

現実界・象徴界・想像界（げんじつかい しょうちょうかい そうぞうかい、仏:le Réel, le symbolique, l'imaginaire）とは、主にジャック・ラカンの精神分析理論で用いられる、人間にとっての世界の在り方ならびに分類。1974年から1975年にかけてのセミネール「R.S.I.」に詳述され、シェーマRSI（schéma RSI）と概括され、RSIと略称される。

## 現実界
ジークムント・フロイトの現実原則や、イマヌエル・カントの命題"ein leerer Gegenstand ohne Begriff"（「掴み得ぬ空虚な対象」。独語）などから敷衍した概念で、空虚で無根拠な、決して人間が触れたり所有したりすることのできない世界の客体的現実を言う。以下に記述する想像界にも象徴界にも属さない領域であり、例としてはトラウマや不安、現実における体験などで言及される。
ちなみに、フロイトの言う心的現実（英: Mental Reality）と、ラカンの言う現実（仏: le Réel）とは、まるで異なった概念なので注意を要する。

### 現実界と言語
ラカンによれば、現実とはけっして言語で語り得ないものであるが、同時に人間は現実を言語によって語るしかない、という一見逆説的なテーゼが成り立つ。
一般的な理解のために単純化したモデルで例を示すと、たとえばある大事件に遭遇した人々は、口々にその事件を語る。これは、その大事件という現実を、言語という象徴的なものを以って描き出そうとしているわけである。ある証言者は、事件の決定的瞬間を語るかもしれないし、別の証言者は、事件の背景に隠された事情を語るかもしれない。こうして、あらゆる角度から証言がなされ、これらを集めてマスコミは「事件の全容を解明しよう」とする。しかし、その事件をすべての角度から語り尽くすのは、不可能である。現場にいたマスコミであっても、事件の一部分を体験していたに過ぎないのであり、言葉では事件をあくまでも断片的に大雑把に伝えることしかできないのである。
同じように、どうがんばっても言葉だけでは現実そのものを語ることはできない。「言語は現実を語れない」のである。ところが、同時に人は「言語でしか現実を語れない」。これら二つの命題は、平板に見れば矛盾しているかのように聞こえるが、どちらも的を射ているようにも思える。ラカンは、この現実界の性質をメビウスの輪のような立体的な論理として紹介する。
「言語との出会い」は、現実をラカンのいう「不可能なもの」（仏: l'impossible）に変える。われわれは一生、現実に触れるということに対する抵抗とあこがれの間で揺れ惑う。しかし、人が事後的に現実を垣間見「てしまった」り、現実に触れ「てしまった」りすることがある。たとえば、それは狂気である。ラカンは、精神病を条件づける要因として、このことを見出した。また、ラカンは、人はすべて世俗的な価値体系を脱すると思われる「死ぬ瞬間」にも現実が見えるのではないか、とも言っている。

## 象徴界
人間存在を根本的に規定する言語活動（仏:langage）の場のこと。また、数学などもこれに含まれる。ラカンは、言語活動によって形成される人間のつながりを大文字の他者と名づけている。これは、自己と他者をつなげる共通の第三者としての言語を指している。大文字の他者も言語活動の一部であることから、象徴界に属するものとして考えられている。

### 象徴界の参入と去勢
人は、胎児として子宮の内部に浮遊している状態では、言葉を持つ必要がない。したがって、言語活動は発生しない。さらに、生まれてからも原初の状態を象徴的にいうならば、乳児の口には母の乳房が詰まっている。これは乳児の必要をすべて満たしているから、言葉を発して何かを求める必要もないし、そもそも口に乳房が詰まっているから言葉の発しようもない。一方、これは乳児にとっては全世界を支配しているかのような快楽の状態である。これをラカンは享楽（仏: jouissance）と呼ぶ。
フロイトは、この象徴界や、以下に記述する想像界を幼児と母親の関係で分かりやすく説明している。幼児は、最初の段階においては、常に母親が存在するので（あくまで理論である）、言葉を喋らなくても何かを想像しなくても、すべてが満たされている。したがって、この時点では、象徴や想像は存在しない。
だが、やがて乳児の口から母の乳房が去ると、そこに欠如（もしくは不在、存在欠如とも）が生まれる。欠如が生まれて初めて、乳児は母を求めるなり、乳を求めるなり、「マー」などと叫びをあげる。これは言語 - より正確には言語活動（仏:langage） - の発生である。
言語は、母親に何らかの欲求や訴えを伝えるために使用される。そこから、自然と子供は、象徴界、すなわち言語活動の使用へと参入せざるを得なくなる。幼児と母親の分離から、幼児は、何かを訴えて母親を呼ばなければならないような状況に陥る。そして、このような状態から、幼児の象徴界＝言語活動は形成されるのである。
こうした象徴的な意味での言語の発生は、人間が人間となるために、どうしても通らなければならない段階である。言語とは、人間が自分の頭に思い描いているもの、すなわち想像的なもの（仏:l'Imaginaire）を他者と共有しようとしたり、他者に伝達しようとしたりするために用いる象徴的なもの（仏:le symbolique）である。
もっと簡単に言えば、子供は母親に対して何かを訴えかける最初の方法として言語を使うのである。その言語は、社会的に共有されているが故に大文字の他者であるし、またその言葉自体は象徴である。したがって、言語は象徴界のものであると言われている。
一方、社会は、さまざまな人間がせめぎあう場である。そのため、社会は、無数の掟・契約・約束事で出来ている。そして、こうした掟は、象徴的な意味で言語で書かれている。たとえば、「不文律」や「黙契」といった概念ですら、人間が言語を持たなければ存在することができない。また、掟を与えるのは、象徴的な父である。したがって、上記の意味においては、象徴界とは掟であり、父であり、言語であるといった図式が成り立つ。
「言語が掟や父である」という考え方は分かりにくいかもしれない。簡単に言えば、私たちは社会に参入するとき、その社会独自の言葉を使用して、それを駆使しなければ生きていけない。そして、その根底には、自分の欲求や要求や欲動が満足していないからこそ、言葉を使って社会に参入しようとする意欲がある。この点は、「母親からの分離」と「父親からの脅し」という二つの契機が必要である。言語によってでしか、私たちは社会や社会にいる他人に何かを訴えることはできない。また、その社会がそもそも欲動抑圧的であることを考えると、象徴界が掟であり、父であり、言語であるという図式も分かりやすくなる。
ここまでの説明で混乱した方向けに追記すると、母なる想像的なもの（乳房を加え享楽にふける自己）から父なる象徴的なものという説明ではなく、父なる現実的なもの（掟などではなく物体など現実的なもの）を規定する象徴的なもの（言語化したりして現実に接触や作用することができるもの）という三つの関係性を構築することで理解が進むだろう。

## 想像界
想像界とは、たとえば「日常」「平和」「不幸」といった、人であれば誰しも漠然とイメージできるけれども、その正確な描写となると大変な労力を要するような対象と世界を指しており、かつわれわれが頭で思っているものを言う。

### 母親の不在と想像界
この想像界は、母子関係の理論から求められる。幼児は、初期状態では母親がいなくならない限り、常に満足した状態で居続ける。しかし、母親がいなくなれば、その欲求不満を何らかの方法で訴えるであろう。その最初の方法が、想像である。この時、幼児は、母親が微笑んでくれたりおっぱいを差し出してくれるような光景を思い浮かべる。
想像界は、ラカンにおいては比較的分かりやすく、イマージュや表象の詰まった世界であると紹介される。典型的には、無意識的な願望を神経症的な妄想を通して満足するような場合に、イマージュは活用される。現実界で浮遊しているトラウマや、不満足のままに浮遊している欲動が、イマージュとして投影されたりもする。
この世界は、幼児が最初に発展させる段階であり、この後に自分の願望を想像しても母親が現実にはいない事を理解して絶望したり、自分から離れていく母親に言葉を持って話しかけるようになると、象徴界へと徐々に移行するようになる。つまり、言葉を使用するようになっていくのである。これは、鏡像段階などとの関連で分かりやすく語られている。